# Franziskanerkloster Dingolfing

Karte des schwedischen Feldlagers bei Dingolfing von 1648 zeigt noch das Kloster St. Oswald mit dem Heilig-Geist-Turm

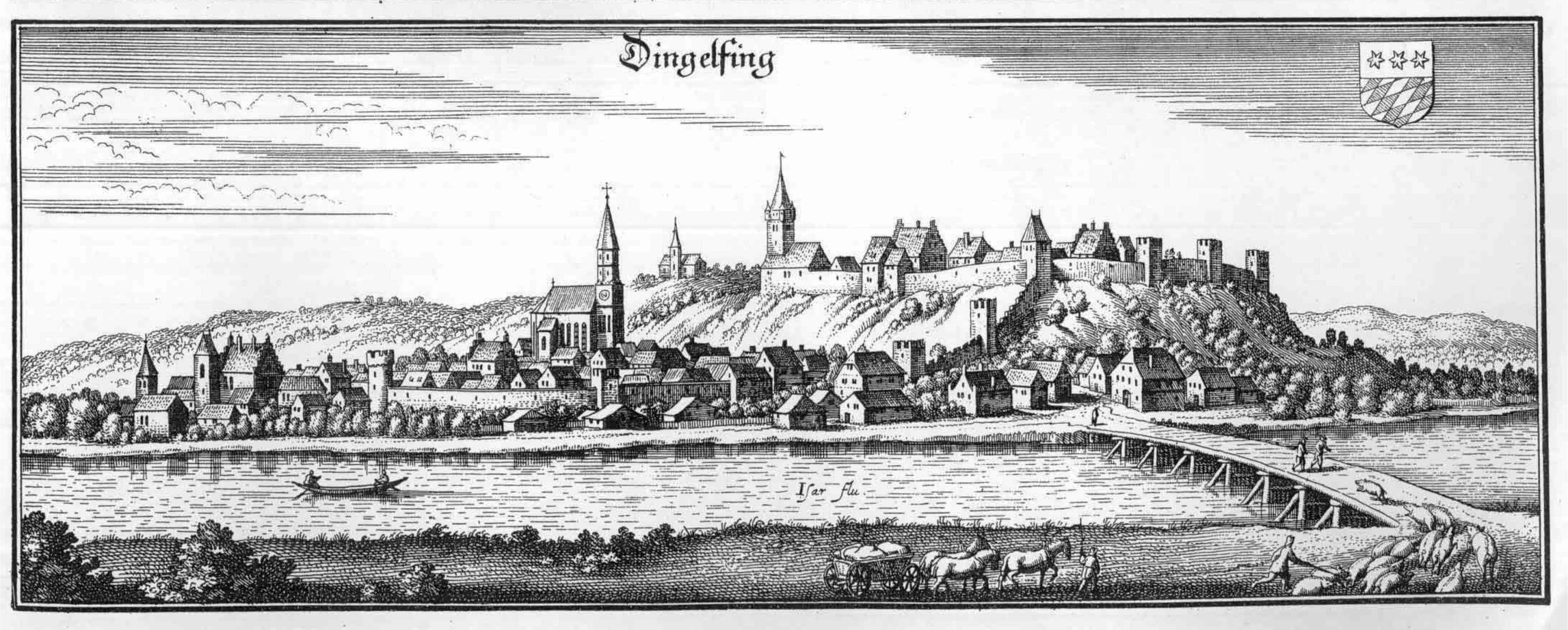
Ansicht der Stadt Dingolfing von Matthäus Merian (1665). In der Oberen Stadt ist der Heiliggeistturm der Kirche St. Oswald des Klosters zu sehen.

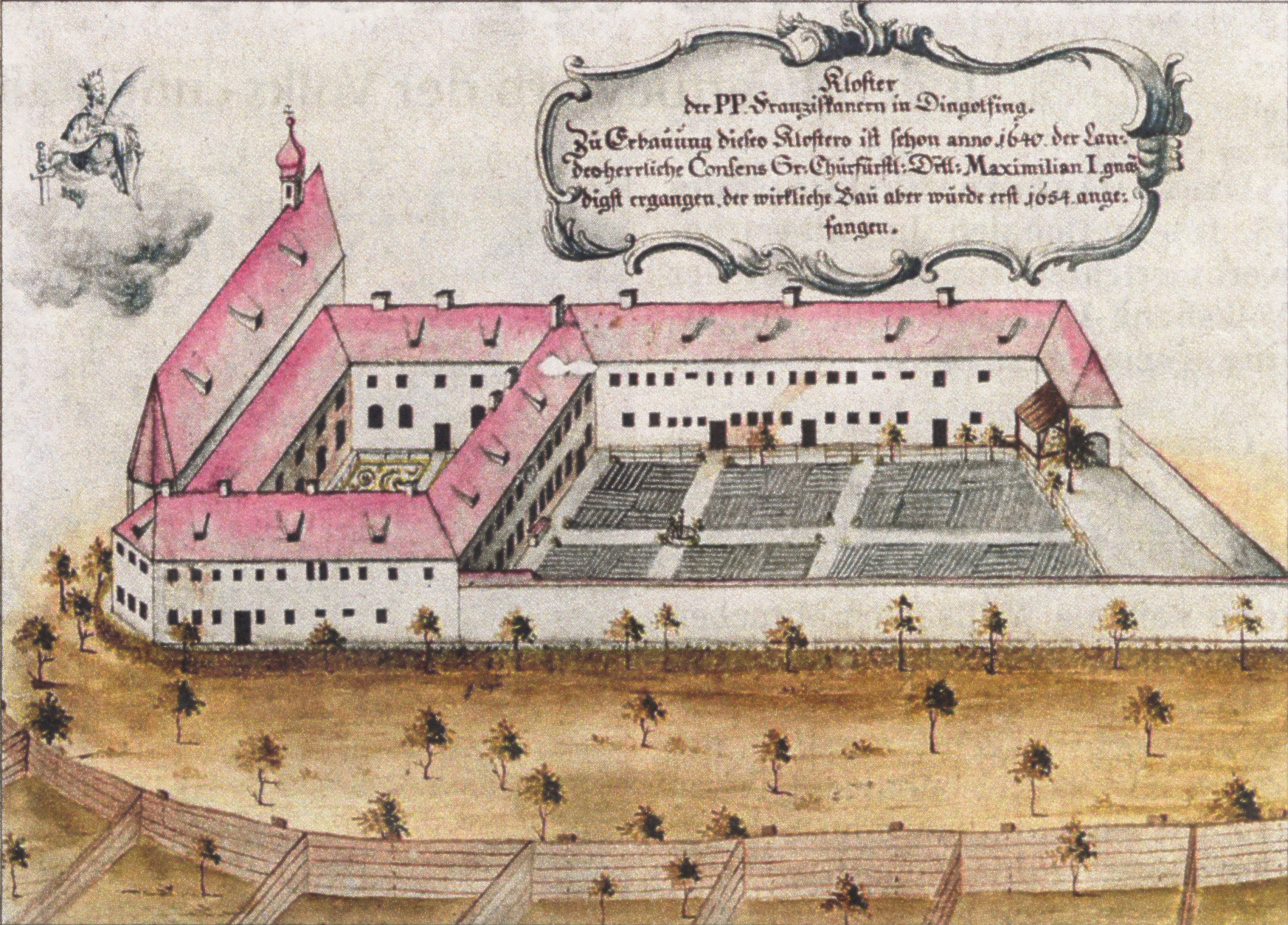
Colorierte Federzeichnung 17. Jahrhundert (ehemaliger Standort im Nordosten der Oberen Stadt)

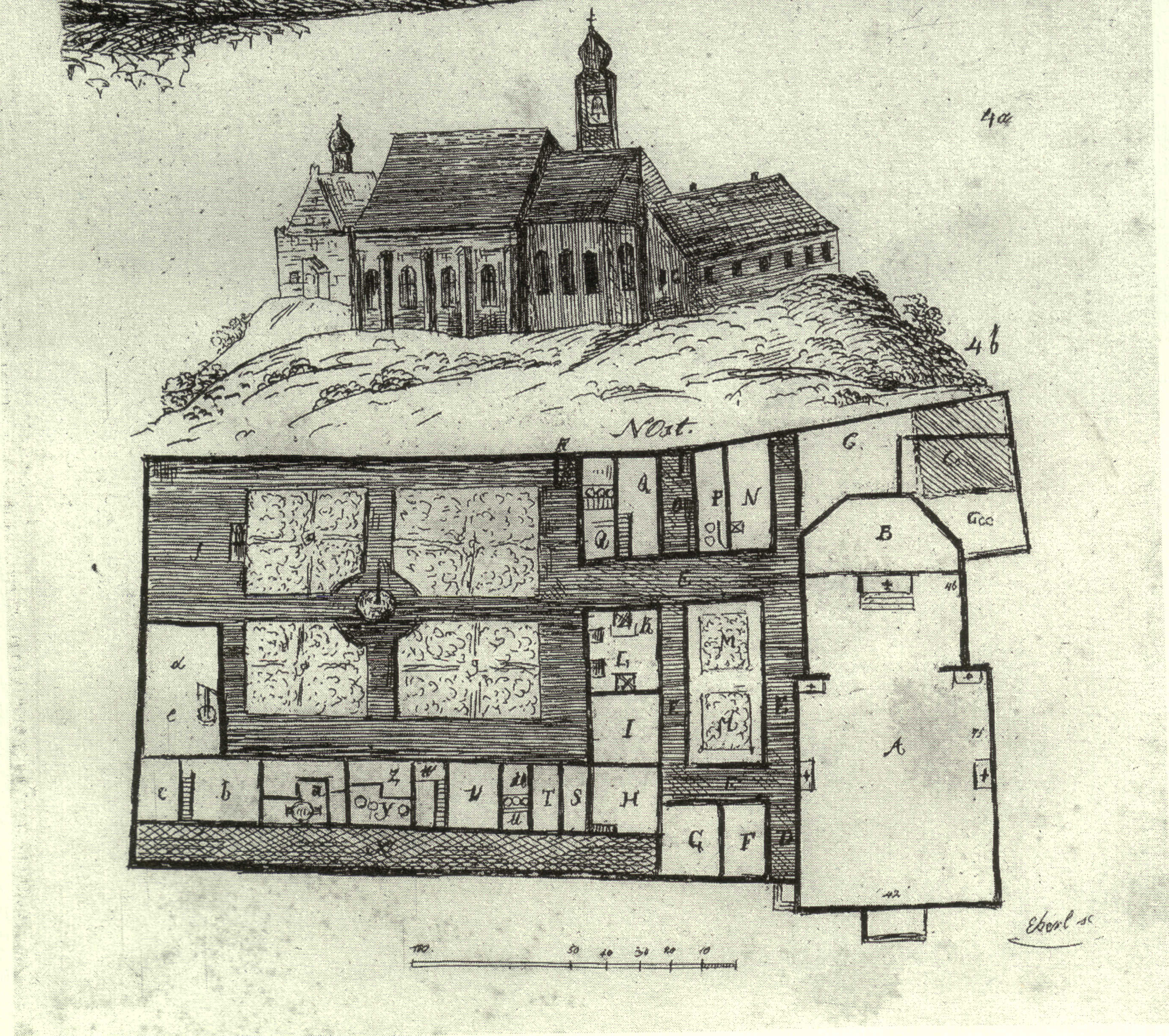
Ansicht und Grundriss des Franziskanerklosters Dingolfing. Kupferstich von Josef Wolfgang Eberl (1818–1857)
(neuer Standort südlich der Hochbrücke)

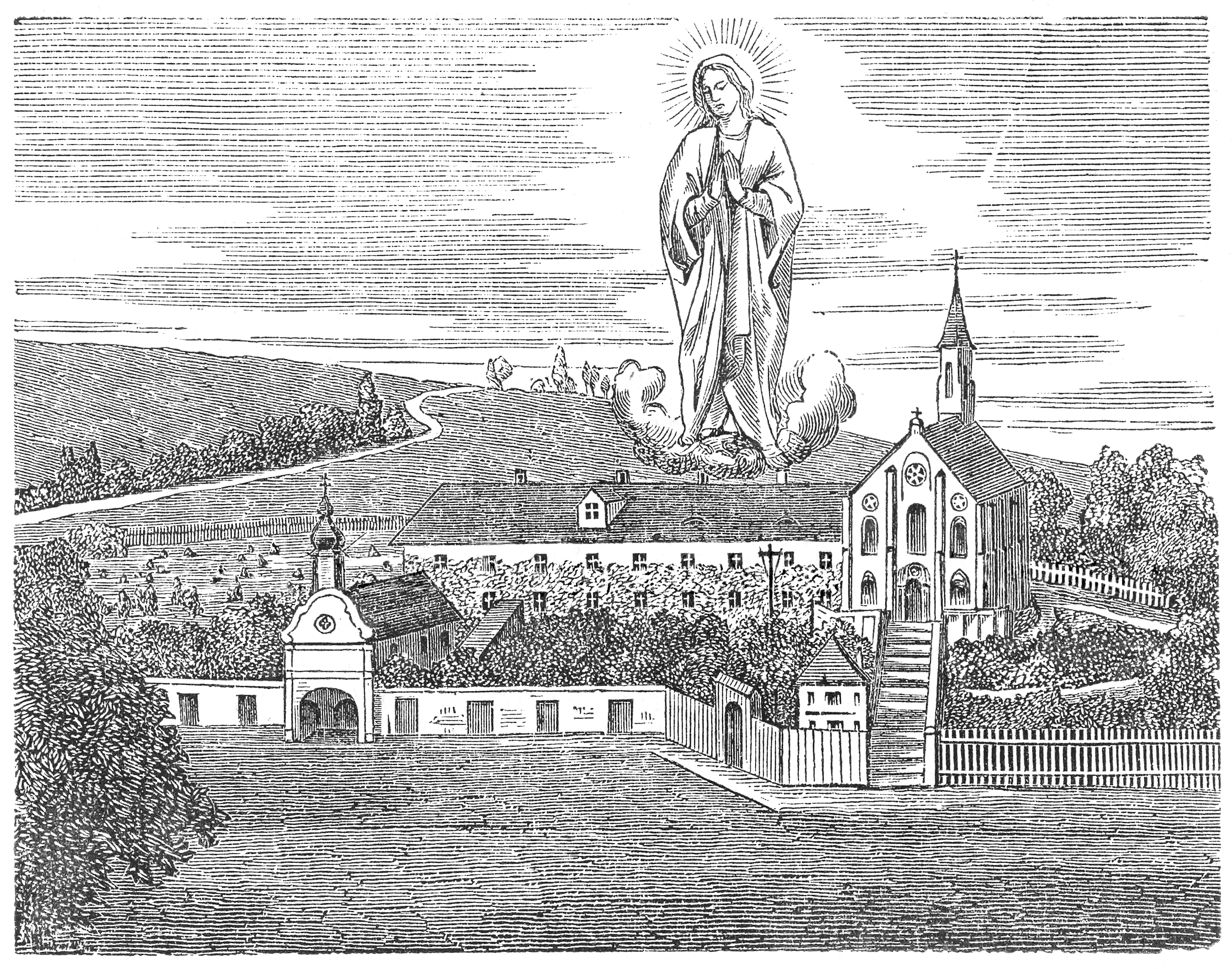
Holzstich von 1873

Das Franziskanerkloster Dingolfing ist ein Kloster der Franziskaner-Observanten und heute der Franziskaner-Minoriten in Dingolfing in Bayern.

## Geschichte
Ein St. Oswald geweihtes Kloster wurde 1642 von der Bürgerschaft von Dingolfing zunächst als Hospiz gegründet und später als ein eigenständiger Konvent mit Kirche eingerichtet. Das Kloster befand sich im Nordostbereich der Oberen Stadt. Der Turm der Klosterkirche St. Oswald, der Heiliggeistturm, war früher Wahrzeichen der Oberen Stadt von Dingolfing. Bereits 1680 bis 1682 erfolgte ein Neubau der Kirche, der  am 6. August 1682 geweiht wurde. Die kgl.-bayerische Denkmalpflege beschrieb diesen Bau anhand erhaltener Pläne und Skizzen als stattliche(n) Bau mit eingezogenem, in drei Sechseckseiten geschlossenem Chor. Die Pläne zum Bau soll Antonio Riva gefertigt haben, der zu dieser Zeit zumindest nachweislich in Landshut gelebt hat, so dass dies als möglich erscheint.
Die Aufhebung während der Säkularisation in Bayern erfolgte 1802. Die Klosterkirche wurde 1804 abgebrochen, die sonstigen Klostergebäude blieben größtenteils erhalten. In ihnen entstanden Privatwohnungen und die Brauereigastwirtschaft Wasserburger Keller. Der Straßenname Klosterhof erinnert noch heute an die ehemalige Anlage, deren Gruft noch vorhanden ist und neuerdings im Rahmen von Führungen besichtigt werden kann. Eberl liefert im Anhang seiner Stadtgeschichte Dingolfings (Abbildungen 4a und 4b) eine Ansicht und eine Grundrissskizze der untergegangenen Anlage. Weitere Pläne und Skizzen sind archivalisch überliefert. Das Chorgestühl fand in der Dingolfínger Filialkirche und Siechenkirche St. Anton links der Isar neue Aufstellung, wo es sich noch heute befindet.

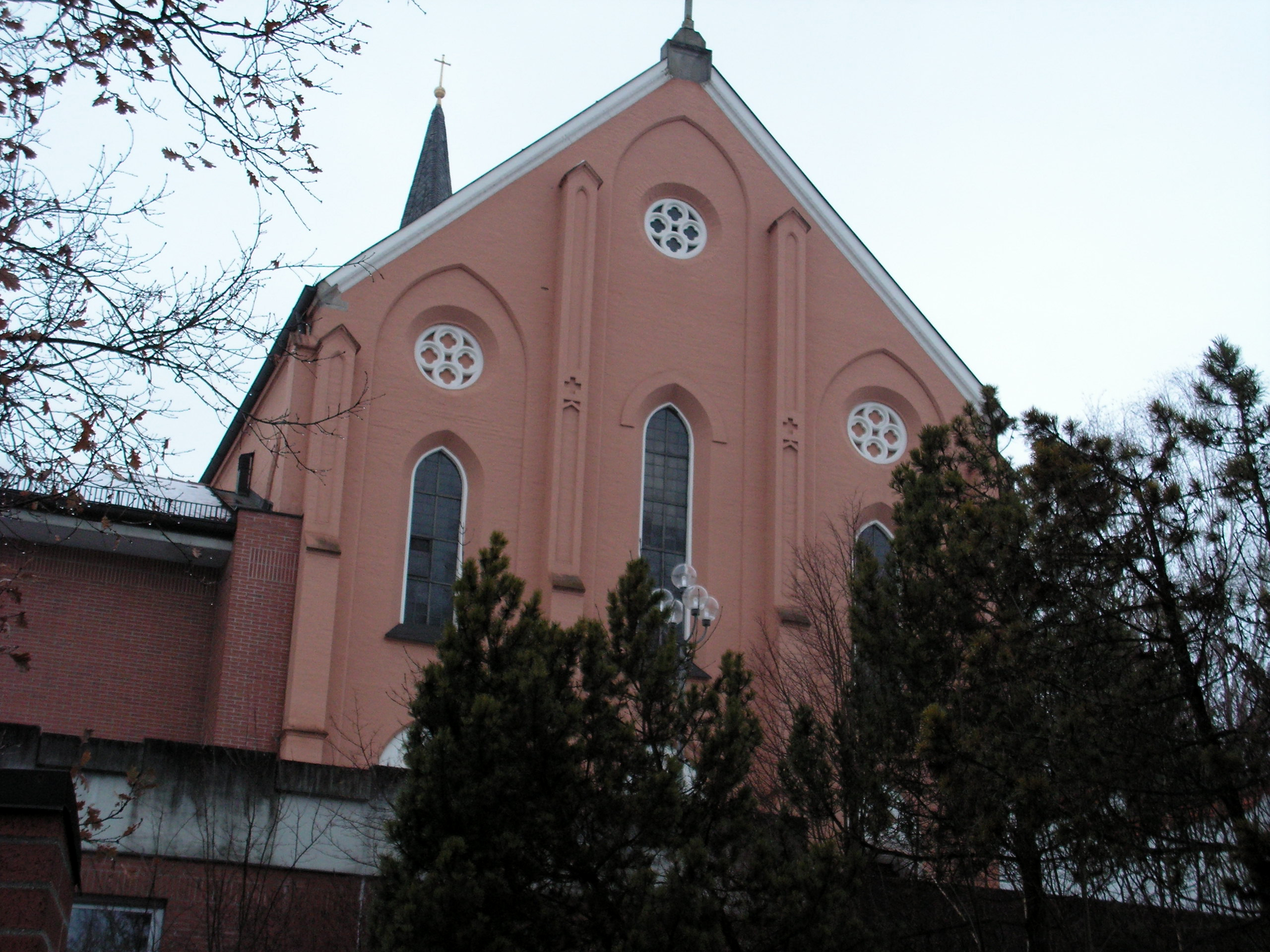
neogotische Hauptfassade der Franziskanerkirche "Zur unbefleckten Empfängnis" in Dingolfing (1853–1867)

Der völlige Neubau eines Franziskanerklosters (St. Clara mit Kirche Zur unbefleckten Empfängnis) erfolgte um 1853 an neuem Ort außerhalb der historischen Stadtmauern südlich der Hochbrücke unmittelbar neben der barocken Andachtskirche Geißlung Christi. Eine eigene Klosterkirche wurde 1867 fertiggestellt. In der Klosterkirche befindet sich eine Orgel von Augustin Ferdinand Bittner, welche im Jahr 1883 von Orgelbau Steinmeyer erweitert und neu aufgebaut wurde. 1997 konnte das Instrument restauriert werden. Die erneute Auflösung des Franziskanerklosters erfolgte 1972, 1975 kam es zur Übernahme der Klosteranlage durch Klarissen. 2002 erfolgte die Neuansiedlung von polnischen Minoriten.